# Balthen
Die Balthen waren die Familie der Könige der Westgoten im 5. Jahrhundert. Die bekanntesten Vertreter sind Alarich I., der der Überlieferung nach im Flussbett des Busento begraben wurde, sowie Alarich II., dessen Niederlage in der Schlacht von Vouillé gegen die Franken das Ende des Westgotenreichs in Gallien zur Folge hatte.

## Stammliste
1. NN
  1. Athaulf, † ermordet August/September 415, ⚭ I NN, Ostgotin; ⚭ II 414 Galla Placidia, Tochter des Kaisers Theodosius I., † 27. November 450
  2. Tochter; ⚭ Alarich I., *370/375, † 410 bei Cosenza, König der Westgoten 395–410  
    1. Theoderich I. (Sohn oder Schwiegersohn), König der Westgoten 418–451, X 451 in der Schlacht auf den Katalaunischen Feldern
      1. Thorismund, König 451, † ermordet 453
      2. Theoderich II., König 453, † ermordet Anfang 466
      3. Frederich († 463)
      4. Eurich, * um 440, † 28. Dezember 484, König 466, ⚭ Ragnahild
        1. Alarich II., * um 460, X 507 in der Schlacht von Vouillé, König 484, ⚭ Theudigotha, Tochter von Theoderich dem Großen (Amaler)
          1. (unehelich) Gesalech, König 507, † hingerichtet 511
          2. Amalrich, * 502, X 531, König 511; ⚭ Chlothilde, Tochter von Chlodwig I., † 531 (Merowinger)

      5. Tochter; ⚭ Rechiar, X 457, König der Sueben
      6. Tochter; ⚭ Hunerich, König der Vandalen, † 484